# Ciril Sorč
Ciril Sorč, slovenski duhovnik koprske škofije, teolog in pedagog, * 8. maj 1948, Štomaž na Vipavskem, † 7. december 2023, Šempeter pri Gorici.
Do 2012 je predaval na Teološki fakulteti v Ljubljani. 

## Življenjepis
Rojen je 8. maja 1948 v Stomažu na Vipavskem. Klasično gimnazijo je končal leta 1967 v Malem semenišču v Vipavi in študiral teologijo na Teološki fakulteti v Ljubljani od 1967 do 1973. Duhovniško posvečenje je prejel v Idriji 1972. Od 1973 do 1976 je bil kaplan v Izoli, od 1976 do 1977 eno leto župnijski upravitelj na Vojskem nad Idrijo, od 1977 do 1983 spiritual v Malem semenišču v Vipavi, od 1983 do 1988 župnik v Knežaku, v akad. letu 1988/89 na enoletnem študijskem izpopolnjevanju v Rimu, od 1989 do 2013 je poleg profesure opravljal službo duhovnega pomočnika v Ilirski Bistrici. Na fakulteti se je upokojil leta 2012. Od  leta 2013 do 2017 je bil duhovni pomočnik v Postojni. Od leta 2017 je bival v duhovniškem domu “Petrov dom” v Šempetru pri Gorici.  
Znanstveno pot je po opravljeni diplomi nadaljeval z magisterijem iz teologije, ki ga je opravil na Teološki fakulteti v Ljubljani leta 1976; naslov magisterskega dela je: Značilnosti Moltmannove teologije upanja. Leta 1980 je na isti fakulteti doktoriral z disertacijo: Soočenje z Moltmannovo teologijo upanja. Od leta 1985 do 1989 je bil honorarni predavatelj, od 1989 do 1994 docent, od 1994 do 2003 izredni, od 2003 redni profesor dogmatične teologije na Teološki fakulteti Univerze v Ljubljani do upokojitve leta 2012. 
Več mandatov je bil predstojnik Katedre za dogmatično teologijo; tudi predstojnik Instituta za sistematično teologijo. Štiri leta je bil glavni urednik znanstvene revije Bogoslovni vestnik in slovenske izdaje mednarodne revije Communio.  
Predaval je na več znanstvenih simpozijih doma in v tujini: v Beogradu: 1989; v Rimu: 1989, 1998, 1999, 2001, 2002; v Valenciji (Španija): 1999, 2002; v Budimpešti: 2000; kot predavatelj-gost v Regensburgu: 1996, v Leuvenu (Belgija): 2003, v Gradcu: 2001; predaval je na Teološki fakulteti Univerze za severno Italijo Milan oddelek v Vidmu (Udine) v akademskem letu 1997/1998. 

## Nazivi
- zaslužni profesor (2013)
- redni profesor za dogmatično teologijo (2003)
- izredni profesor (1994)
- docent (1989)
- predavatelj (1985)

## Dela
- Upanje, seme prihodnosti (2020)
- Neizmerna moč dotika: Premislek o mestu dotika v krščanskem življenju (2018)
- Iz Ljubezni za ljubezen: prispevek k trinitarični antropologiji (2017)
- Verujem, torej sem: zakonitosti krščanske vere (2013)
- Povabljeni v Božje globine: prispevek k trinitarični duhovnosti (2011, 2012)
- Bog, ki daje krila: temelj in vsebina krščanskega upanja (2008)
- Od kod in kam? Stvarstvo in zgodovina trinitaričnih razsežnosti (2007)
- V prostranstvu Svete Trojice: hermenevtična načela trinitarizacije (2006)
- Velikonočna skrivnost: razodetje Božjega srca (2005, 2013)
- Entwürfe einer perichoretischen Theologie (2004)
- Priročnik dogmatične teologije (eden od avtorjev) (2003)
- Živi Bog (2000)
- Sveti Duh, polnost ljubezni in življenja (1994)
- Duh življenja (1998)
- Prihodnost sveta in človeka: eshatologija (1987)
- Soočenje z Moltmannovo teologijo upanja (1980)